# Církevní oblast Kalábrie
Církevní oblast Kalábrie (italsky Regione ecclesiastica Calabria) je jedna z 16 církevních oblastí, do nichž je rozdělena římskokatolická církev v Itálii. Její diecéze se nacházejí v italském regionu Kalábrie. 

## Rozdělení

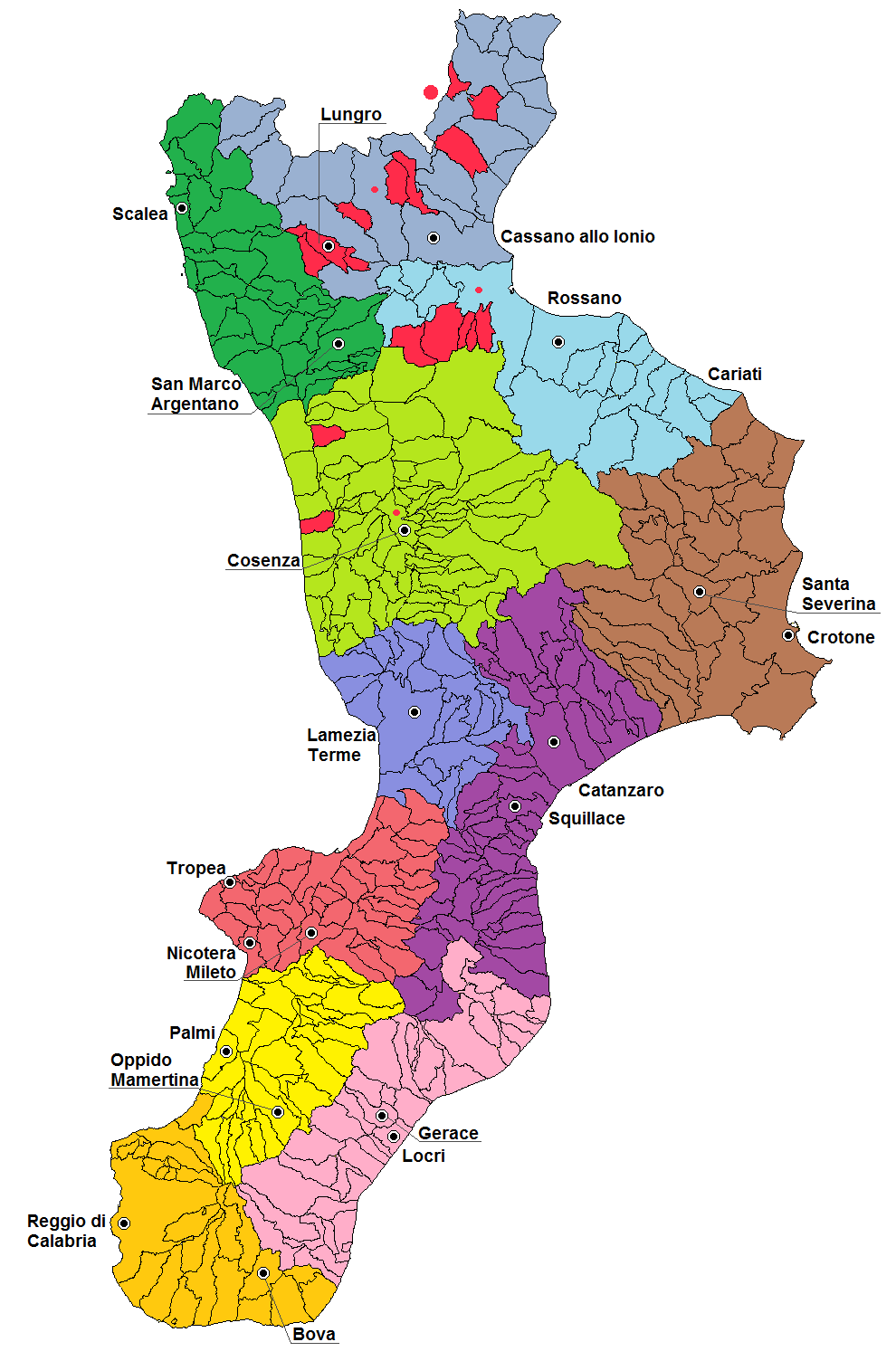
Mapa diecézí Kalábrie

Církevní oblast Kalábrie je rozdělena do tří metropolí, je tvořena jedenácti diecézemi a jednou eparchií:
- Arcidiecéze Catanzaro-Squillace
  - Arcidiecéze Crotone-Santa Severina
  - Diecéze Lamezia Terme
- Arcidiecéze Cosenza-Bisignano
  - Diecéze Cassano all'Ionio
  - Arcidiecéze Rossano-Cariati
  - Diecéze San Marco Argentano-Scalea
- Arcidiecéze Reggio Calabria-Bova
  - Diecéze Locri-Gerace
  - Diecéze Mileto-Nicotera-Tropea
  - Diecéze Oppido Mamertina-Palmi

- Eparchie Lungro bezprostředně podřízená Svatému Stolci.

## Statistiky
- plocha: 15 549 km²
- počet obyvatel: 2 101 130
- počet farností: 974

## Biskupská konference oblasti Lombardie
- Předseda: Vincenzo Bertolone, arcibiskup v Catanzaro-Squillace
- Místopředseda: Francesco Milito, biskup v Oppido Mamertina-Palmi
- Sekretář: Luigi Renzo, biskup v Mileto-Nicotera-Tropea